# Középkori színház

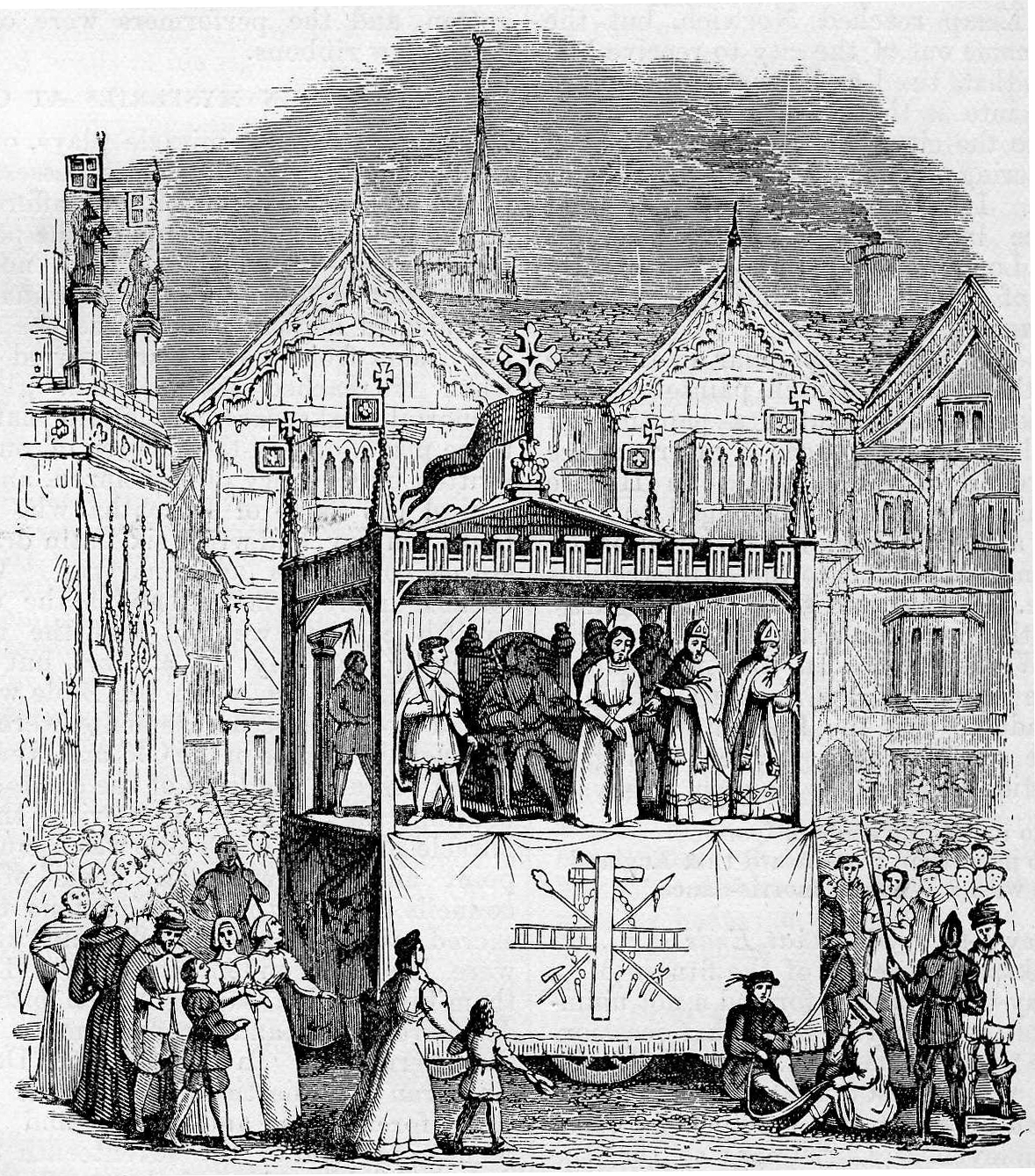
Tizenkilencedik századi metszet a Chester című misztériumjátékról

Középkori színház a Nyugat-Római Birodalom bukása (5. század) és a reneszánsz kezdete (körülbelül a 15. század) közötti periódus. A középkori színház utal minden drámára Európában, amely ezalatt az ezer év alatt keletkezett, illetve magába foglalja a kor jellemző, különböző műfajait, beleértve a liturgikus drámát, misztériumjátékot, moralitásjátékot, fárszokat. Kezdve Hrosvitha írásaitól a X. században, a középkori drámák témája a legtöbb esetben szigorúan vallásos és erkölcsi volt, hagyományos és megkoreografált. A leghíresebb középkori drámák az angol ciklus drámái, a Yorki Misztériumjáték, a Chesteri Misztériumjáték, a Wakefieldi Misztériumjáték, az N-városi Játék, valamint az Akárki című moralitásjáték.
A fennmaradt feljegyzések, szövegek hiánya az alacsony írástudók arányával magyarázható valamint azzal, hogy a klérus ellenezte a színházat, így kevés az elérhető forrás a kora középkorból és az érett középkori időszakból. Azonban a késő középkorban a dráma és a színház kezdett egyre inkább szekularizálódni, így ebben a periódusban nagyobbra tehető a fennmaradt előadások száma.

## Kora középkori színház

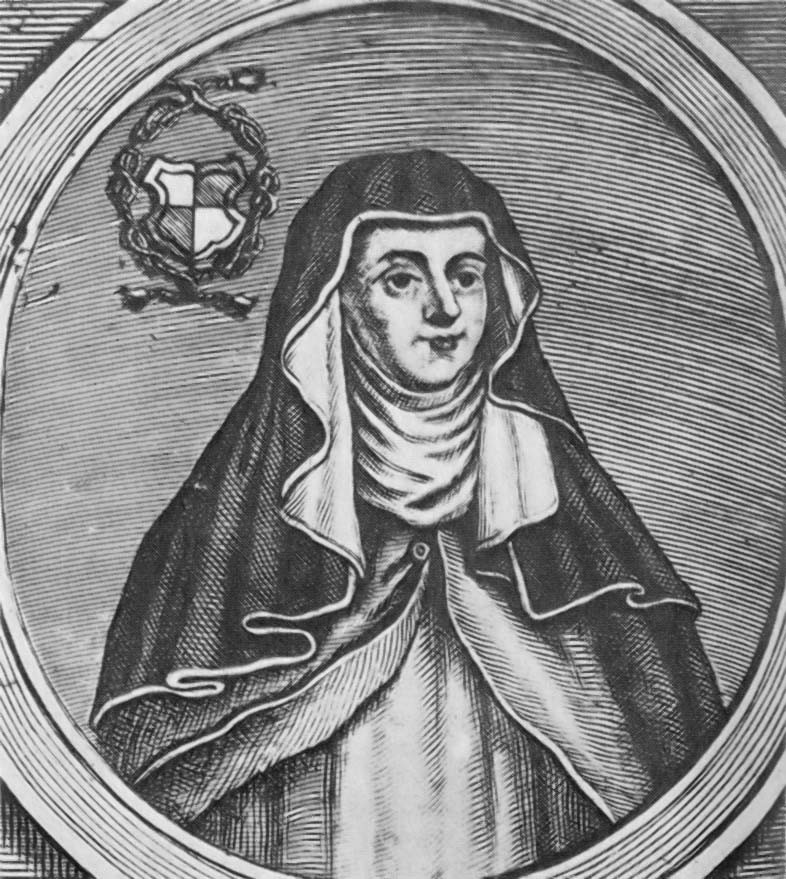
Hrosvitha a Gandersheim, az első drámaíró, poszt-klasszikus korszak.

Szembesülve a problémával, hogy meg kell magyarázni egy új vallást egy nagyrészt írástudatlan népnek, az egyház a Korai középkorban kezdte dramatizálni a bibliai eseményeket. Ezek az előadások arra szolgáltak, hogy élénkítsék az év fontos ünnepeit. Szimbolikus tárgyakkal, cselekvésekkel (ruhák, oltárok, tömjénezők, pantomimozó papok) újjáformálták a keresztény szertartásokat. Ezek olyan vizuális jelek voltak, amelyeket felhasználhattak arra, hogy kommunikáljanak a nagyrészt írástudatlan közönséggel. Ezek az előadások fejlődtek később liturgikus drámákká, a legkorábbi a Kit kerestek? (Quem-Quaeritis) húsvéti közjáték, melynek eredete 925-re nyúlik vissza. Liturgikus drámákat két csoport énekelte, ezek nem tartalmaztak szereplőket vagy megszemélyesített karaktereket. Azonban valamikor 965 és 975 között, Æthelwold a Winchester megkomponálta a Regularis Concordia-t (Szerzetesi Megállapodás) , amelyet teljes mértékben megrendezett.

## Átmenet Rómából, 500-900-as évek.
Minthogy a Nyugat-Római Birodalom súlyos hanyatláson ment keresztül a 4-5. században, a Római hatalom ülése eltolódott, Konstantinápolyba és a Keleti Római Birodalomba (a későbbi Bizánci Birodalom). Bár a fennmaradt bizonyíték a Bizánci színházról kevés, a meglévő adatok azt mutatják, hogy léteztek pantomim játékok, jelenetek vagy szavallatok a tragédiákból , komédiákból, a táncok és más mulatságok nagyon népszerűek voltak. Konstantinápolyban két színház volt használatban az 5. század után. Azonban a valódi fontossága a bizánciak a színháztörténelemben az, hogy megőriztek számos klasszikus görög drámát, melyeket némi kiegészítéssel összeállítottak egy hatalmas enciklopédiává, melynek neve Suda, innen származik nagy mennyiségű információ a görög színházról. A hatodik században, Justinianus császár uralkodásának idején végül bezárták az összes színházat.
Az Egyház korai, bináris gondolkodású követőivel egyetértve minden, ami nem tartozik Istenhez, az maga az Ördög; így az összes nem Keresztény istenek és vallások sátániak voltak számukra. Erőfeszítéseket tettek sok országban ebben az időszakban, hogy ne csak a megtérítsék a zsidókat, pogányokat, hanem megszüntessék a pre-Keresztény intézmények befolyását. A görög, majd a Római irodalom műveit elégettek, az ezeréves Plátói Akadémia bezárult, az Olimpiai Játékokat betiltották, minden színház leállt. A színházra úgy tekintettek, mint egy ördögi veszélyre a Kereszténység ellen, mert a folyamatos népszerűsége Rómában átalakította a gondolkodást. Az egyházatyák, mint Tatian, Tertullianus, Ágoston úgy voltak karakterizálva a színpadon, mint a Sátán eszközei egy ördögi összeesküvésben, ők jelenítették meg a korrupt emberek lelkét, ezért az előadókat bűnösnek tartották és elítélték, mert kegyetlen gúnyt űztek Isten teremtéséből.
Ilyen hatások alatt, a templom megpróbált elnyomni színházi előadásokat tiltó törvények átadásával és a Római színészek kizárásával. Megtiltották nekik, hogy kapcsolatba lépjenek keresztény nőkkel, rabszolgákkal, illetve az arany viselete is tilossá vált. Voltak, akiket nyilvánosan is kiközösítettek a szentségek megtagadása miatt, beleértve a házasság, temetés szentségét, megszidták és megalázták ezen személyeket egész Európa előtt.
Az 5. századtól Nyugat-Európa belevetette magát az általános zavargásokba (egy rövid stabil időszakkal a Karoling Birodalom alatt a 9. században), ami a tizedik századig tartott. Így a legtöbb szervezett színházi tevékenység eltűnt Nyugat-Európából. Feltételezhető, hogy kis nomád népek utaztak Európa-szerte ez időszak alatt, előadásokat tartottak bárhol, ahol közönséget találtak, nincs bizonyíték arra, hogy csináltak volna más színházat, mint kegyetlen és durva jeleneteket .
Hrosvitha (935-973), egy arisztokrata kanonissza és történész Németországban írt hat darabot Terencius vígjátékainak mintájára, vallási témákat használva a 10. században. Terencius vígjátékait már régóta használják a kolostori iskolákban, mint a Latin nyelv példája és tanítása; tele vannak okos, vonzó kurtizánok figuráival, a hétköznapi emberi tevékenységekről beszélnek, mint például a szex, szerelem, házasság. Művei kemény kritikákat kaptak az egyháztól, ezért Hrosvitha a gyűjteménye előszavában megírta, hogy az az erkölcsi célja, hogy megmentse a Keresztények a bűntudat érezésétől, miközben klasszikus irodalmat olvasnak. A megoldása az volt, hogy imitálta a "dicséretes" nők tetteit Terence darabjaiból és megvetette a "szégyentelen" viselkedését. Ez a hat mű az első olyan ismert darab, melyet egy női drámaíró írt meg, illetve ezek az első azonosítható nyugati drámák a poszt-klasszikus korszakból. Először 1501-ben publikálták őket és jelentős befolyással voltak a vallási, illetve didaktikai játékokra a tizenhatodik században. Hrosvithát Hildegard a Bingen (1179) Bencés apáca követte, aki egy latin zenei drámát írt, Ordo Virtutum címmel 1155-ben.
A névtelen szerzőtől származó pogány előadás, Querolus, 420-ban íródott, de csak a 12. században fogadták el. Más világi, latin nyelvű színdarabokat is írt a 12. században, elsősorban Franciaországban és Angliában. Ott minden bizonnyal léteztek más előadások is, amelyeket nem tartottak számon teljes jogú színház részeként; lehet, hogy az eredeti pogány kultúrákból adódóan voltak keresettek. Az is ismert, hogy a pantomimosok, zenészek, bárdosok, mesemondók, zsonglőrök utazgattak, új közönség és pénzügyi támogatás reményében. Nem sokat tudunk az előadók repertoárjáról, kevés írásbeli szöveg maradt fent. Az egyik leghíresebb világi színjáték a zenés Le Jeu de Robin et Marion, írta Adam de la Halle, a 13. században, amely teljesen megkoreografált és pontosan meghatározott a színészek mozgása, a kotta. Adam másik darabja a Jeu de la Fueillee, Arrasban, egy francia városban, amelyben volt színház a késő 12., 13. században.

## Érett és késő középkori színház

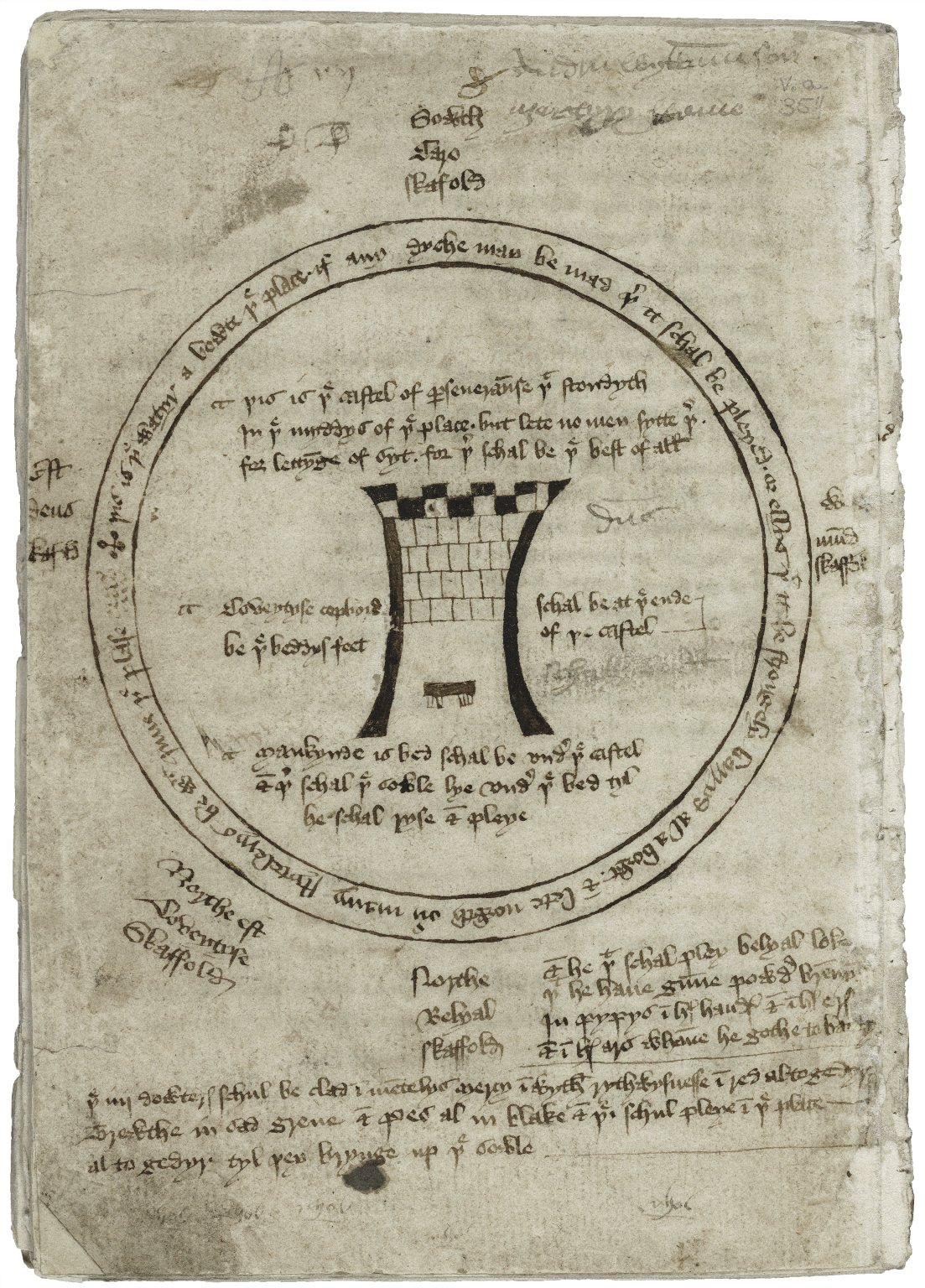
Színpadrajz, 15. század, Az állhatatosság kastélya (Makró Kézirat)

Amint a Viking támadások megszűntek a 11. század közepén, liturgikus dráma elterjedt Oroszországban, Skandinávia és Olaszország területén. Csak a Andalusz területén nem mutatják be a liturgikus drámákat. Annak ellenére, hogy a nagy számban maradtak fenn liturgikus drámák ebben az időszakban, sok templomban, csak egy vagy két darabot mutattak be évente, ám nagyra tehető azoknak a templomoknak is a száma, ahol egyet sem játszottak.
A Bolondok Ünnepe különösen fontos volt a komédia fejlődésében. A fesztivál fordított a kisebb papság státuszán, lehetővé tette számukra, hogy nevetség tárgyává tegyék  a feletteseiket, valamint gyarkolhatták a gyülekezeti életet.
A templomon kívül játszott előadások a 12. században kezdődtek, hagyományosan elfogadott folyamatokon mentek keresztül, egyesítve a rövidebb liturgikus drámákat a hosszabbakkal, amelyeket aztán lefordították köznyelvre, laikusok által játszották őket, így elérhető lett a társadalom egy szélesebb szegmense számára. Az Ádám Misztériuma (1150) ad bizonyítékot arra az elméletre, miszerint az előadásokat a szabadban rendezték meg.
A gazdasági és politikai változások a Fejlett Középkorban a céhek fejlődését és a városok növekedését eredményezte, emiatt jelentős változások érték a színházat is, melyek a késő középkorban folytatódtak. Kereskedelmi céhek elkezdtek előadásokat játszani, általában vallásos témákkal, gyakran bibliai történeteket dolgoztak fel, melyek a szakmájukra hivatkoztak. Például egy pék céhe egy árnyjátékot rendezett meg az Utolsó Vacsora alapján. A Brit-Szigeteken,127 különböző városban adták elő a Középkorban. Ezeket a köznyelv "misztériumi játéknak" nevezte, számos ilyen darab született: Yorkban (48 előadás), Chester (24), Wakefield (32) , Ismeretlen (42). Nagyobb számú mű Franciaország , Németország területén maradt fent, ebben az időszakban pedig szinte minden Európai országban játszottak vallásos témájú drámákat a Késő Középkorban. Sok ilyen játék tartalmazott komédiát, használt ördög, gazember és bohóc karaktert.

## A színpad

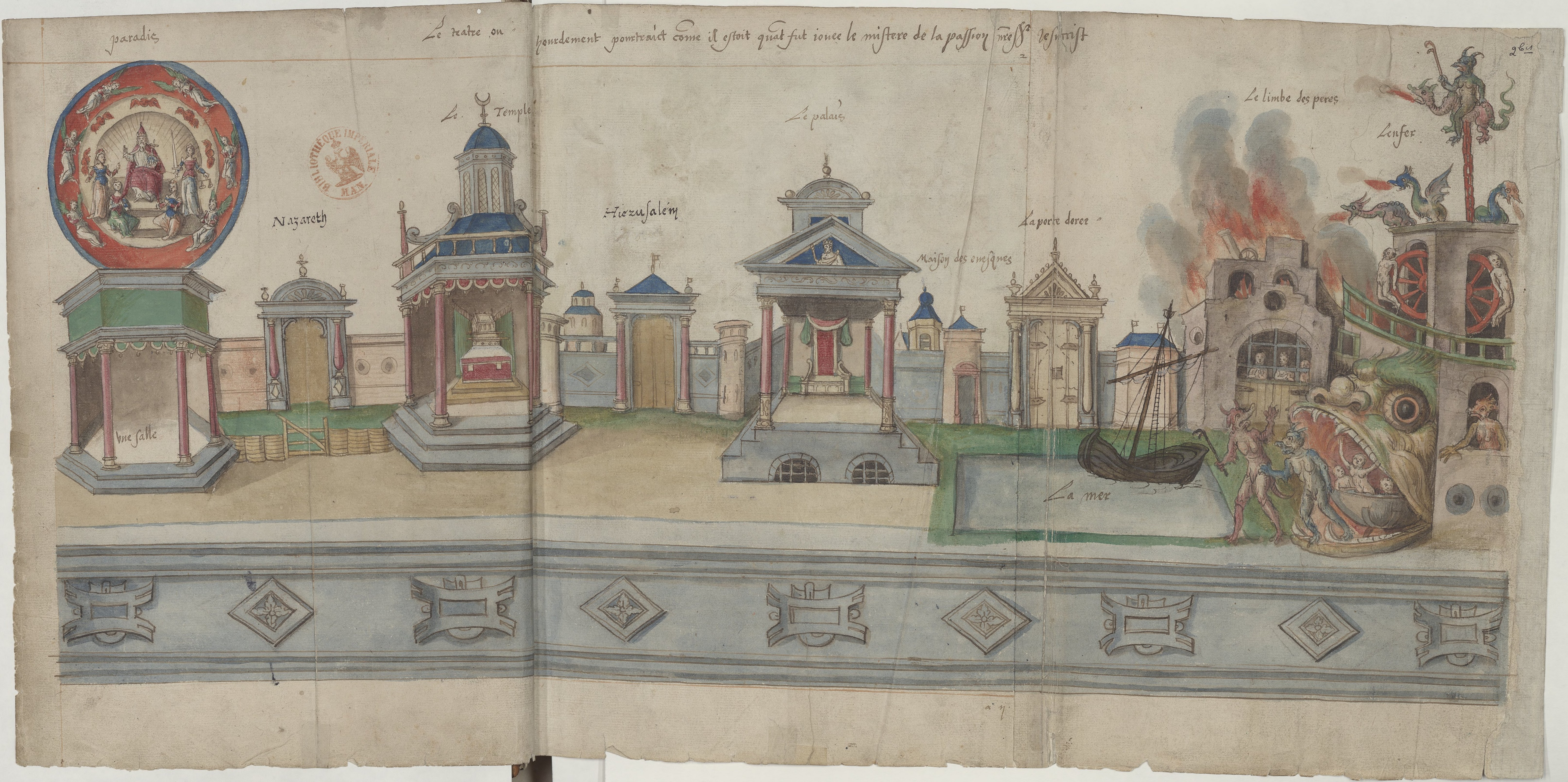
A Valenciai Passió

Az előadások helyszíne változó volt: általában az utca közepén játszották, a nagy városokban azonban kocsiszínpadokon az utcán (ez a változat megnehezítette a színész dolgát, mivel így kisebb lett a játéktér), néha a nemesség halljaiban vagy amfiteátrumokban. A legrészletesebb ábrázolását egy misztériumi játék színpadképének Hubert Cailleau készítette, A Szenvedés, a Feltámadás, a Megváltó című előadást rajzolta le. Minden középkori színpad átmeneti volt, az előadások befejeztével eltávolították őket. A színészek túlnyomórészt férfiak voltak jellemzően hosszú, sötét ruhát viseltek.
A díszlet, színpadi gépezetek és jelmezek valósághűbb ábrázolást nyújtottak, az üzenet érthetőbb lett ezáltal. Akár fix színpadon, ahol több lehetőség adott a látvány fokozására, vagy egy kocsiszínpadon, ami mozgott az utcákon, a díszes részletek és trükkök kivitelezhetőek voltak úgy, hogy ezek a produkciók megerősítették a közönség színházi élményét.

## Fordítás
Ez a szócikk részben vagy egészben  a   Medieval theatre című angol Wikipédia-szócikk ezen változatának fordításán alapul.  Az eredeti cikk szerkesztőit annak laptörténete sorolja fel. Ez a jelzés csupán a megfogalmazás eredetét és a szerzői jogokat jelzi, nem szolgál a cikkben szereplő információk forrásmegjelöléseként.